# Kiera Cass
Kiera Cass (Myrtle Beach, 19 de maio de 1981) é uma escritora de ficção norte-americana conhecida pela série de livros A Seleção. 
Atualmente, Kiera Cass também tem um canal no Youtube, onde grava vídeos falando de seus livros e de seu cotidiano.

## Vida Pessoal
A autora nasceu em Myrtle Beach, Carolina do Sul. Hoje ela reside na cidade de Christiansburg, Virginia, junto com seu marido (Callaway Cass) e seus dois filhos (Guyden e Zuzu). 
Cass é graduada em História pela Universidade de Radford. 
Antes de se tornar autora best-seller, Kiera Cass já trabalhou como professora substituta, em uma livraria e também em uma franquia da Ben & Jerry's. Neste último, a escritora revela que quando o movimento estava lento ela escrevia os primeiros rascunhos da série que a tornou autora best-seller internacional. 
E segundo o livro A Prometida, lançado em 2020, a autora tem um irmão chamado Gerad, o qual dedicou esse livro.  

## Carreira
No início do sucesso de Crepúsculo, série de livros de Stephenie Meyer, Kiera Cass e uma amiga fizeram uma conta no Youtube para falar sobre a saga. Na época, o seu canal conseguiu um número considerável de inscritos. Em 2009, a escritora anunciou que publicaria um livro independente jovem-adulto chamado "A Sereia", após ser rejeitada por mais ou menos 80 agentes literários e pequenas editoras. Com o anúncio online e venda de livros, ela conseguiu dinheiro suficiente para autopublicar o primeiro livro da sua carreira. 

Um ano mais tarde, a HarperTeen (selo da editora HarperCollins) se interessou pela publicação de A Seleção. Segundo Cass, ela não pretendia escrever uma história distópica, mas o boom dos livros distópicos (como Jogos Vorazes que estava em alta na mesma época) fez com que o livro dela entrasse nesta mesma classificação.
"O meu é uma distopia diet. Meu editor acha que se todos esses livros que se passam no futuro não tivessem acontecido ao mesmo tempo, o meu não seria chamado de distopia. Eu queria que o meu fosse um conto de fadas, mas eu não conseguia encontrar um lugar no passado que funcionasse, então eu coloquei no futuro e criei um mundo que é meu" (Kiera Cass).
Cass publicou o primeiro livro da saga A Seleção em 2012. Em 2013,  A Elite como o segundo livro de sua saga e o terceiro A Escolha. O quarto livro, A Herdeira, foi lançado em 2015 e o quinto livro, A Coroa, lançado em 2016. Uma edição especial chamado Contos da Seleção, no qual os pensamento e pontos de vistas de outros personagens da saga são compartilhados, foram todos publicados pela HarperTeen. Atualmente todos os contos se encontram no livro Felizes para Sempre lançado em outubro de 2015.
Em outubro de 2019, a editora Seguinte anunciou em sua página do Twitter o novo livro da autora chamado de A Prometida que está previsto para chegar às livrarias no dia 5 de maio de 2020.

## Adaptação ao cinema
Em 2012, os direitos de reprodução de A Seleção foram adquiridos pela CW Television Network e dois pilotos foram filmados, com os atores protagonistas Yael Grobglas (como America Singer) e Michael Malarkey (como Maxon Schreave), mas o projeto não foi continuado.
No dia 22 de abril de 2015, Cass anunciou que a Warner Bros garantiu os direitos de adaptação dos seus livros para a produção de um filme. O time de produtores divulgados inclui Denise Di Novi (Edward Mãos-de tesoura), Alison Greenspan (Se Eu Ficar e Monte Carlo), Pouya Shahbazian (Divergente) e Katie Lovejoy, esta como roteirista. No dia 17 de junho de 2016, Thea Sharrock (Como Eu Era Antes de Você) havia sido confirmada como diretora do filme.
Já em abril de 2020 a Netflix anunciou que A Seleção será dirigido pela cineastra Haifaa al-Mansour (Wadjda). A adaptação ainda está em fase de pré-produção e sem previsão de estreia. A produtora Denise Di Novi diz estar muito animada em trabalhar com a plataforma de streaming e fazer a adaptação acontecer. Segundo ela, a mensagem de empoderamento e autenticidade trazida pelos livros de Kiera Cass é mais do que importante nos dias de hoje.

## Obras

### Série A Seleção
- A Seleção (Seguinte, 2012)
- A Elite (Seguinte, 2013)
- A Escolha (Seguinte, 2014)

#### Série spin-off
- A Herdeira (Seguinte, 2015)
- A Coroa (Seguinte, 2016)

#### Contos spin-offs
- O Príncipe (e-book) (2013)
- O Guarda (e-book) (2014)
- A Rainha (e-book) (2014)
- A Favorita (e-book) (2015)

- Contos da Seleção (Seguinte, 2014) - Contém os dois primeiros contos
- Felizes Para Sempre (Seguinte, 2015) - Contém os quatro contos

#### Extras
- Diário da Seleção[16] (Seguinte, 2014)

### Outros Livros
- A Sereia[17] (Seguinte, 2009)
- A Prometida (Seguinte, 2020) - Lançado  em 5 de maio de 2020